# Астров, Павел Иванович
Па́вел Ива́нович А́стров (1866, Москва — январь 1920, Сухиничи, Калужская губерния) — российский юрист, общественный деятель.

## Биография
Родился 10 июля 1866 года. Отец — Иван Николаевич, сын сельского священника Николая Яковлевича (который первоначально имел фамилию Островский, но на экзамене у архиерея за интерес к астрономии был «переименован» в Астрова) — московский врач, преподаватель Военно-фельдшерской школы и врач в Межевом институте; статский советник. Мать — Елизавета Павловна, дочь генерала Павла Денисовича Кобелева. В семье также родились:
- Брат — Николай (1868—1934).
- Брат — Александр (1870—1919)
- Владимир (?—1919)[1].

В 1885 году после окончания с золотой медалью 2-й Московской гимназии поступил на юридический факультет Московского университета, но затем выбыл по болезни. В 1891 году окончил Демидовский юридический лицей со степенью кандидата прав. С 1892 года старший кандидат на судебные должности при Московской судебной палате, коллежский секретарь. С 1894 года товарищ прокурора Московского окружного суда, титулярный советник. С 1895 года судебный следователь Подольского, затем 1-го участка Московского уездов Московской губернии. С 1898 года коллежский асессор. С 1901 года судебный следователь 9-го участка Москвы.
В 1904 году организовал в своём доме в Москве литературно-философский кружок, в работе которого участвовали А. Белый, Эллис (Л. Л. Кобылинский), Н. А. Бердяев, Ф. А. Степун, священники К. М. Аггеев и Г. С. Петров и др. Был далёк от политической деятельности.
В 1905 году награждён орденом св. Анны III степени, надворный советник. В 1906—1914 годах член Московского окружного суда по гражданскому отделению. С 1906 года член Московского городского благотворительного совета и Московского юридического общества. С 1907 года преподаватель права на Высших женских юридических курсах В. А. Полторацкой в Москве, коллежский советник. С 1909 года статский советник. С 1911 года председатель Комиссии по церковному праву при Московском юридическом обществе. .
В 1917 году делегат Всероссийского съезда духовенства и мирян, работал в I, VIII, IX отделах Предсоборного совета, член Поместного собора Православной Российской Церкви: член Религиозно-просветительного и Юридического совещаний при Соборном Совете, Комиссии о мероприятиях к прекращению нестроений в церковной жизни, заместитель председателя XVI и член I, II, III, V, VI, X, XX Отделов. С декабря 1917 года заместитель членов Высшего Церковного Совета.

По воспоминаниям своего брата Николая, «вера в Бога, верность русскому православию, служение людям — вот что было обретено им в его мучительных исканиях». По характеристике Эллиса:

Вся сущность его личности и его пути заключалась в тревожном и серьёзном искании внутреннего примирения трёх начал, а именно: 1) совершенно цельной религиозности (церковности и догматической истины), 2) общественности в духе мирной и гуманной эволюции и 3) культуры (не только внешне традицирующей, но творческой). Он искал прежде всего синтеза догматической правды с деятельной любовью.

После расстрела братьев, А. И. и В. И. Астровых , в частном письме Д. А. Астров (племянник Павла Ивановича, находившийся в Москве до 13 октября 1919 года) писал: «Павла Ивановича нет больше. Вместо него существует в Москве Черноруков, живущий у Троицы с семьёй» (ГАРФ Ф. 5913. — Оп. 1. — Д. 1129 («Смерть моих братьев». — Л. 28). Действительно, Павлу Ивановичу удалось избежать ареста, и в сентябре 1919 года он вместе с женой и детьми бежал из Москвы. Скончался от сыпного тифа в начале 1920 года.

## Семья
Женился на Александре Михайловне Цветковой. Их дети:
- Михаил (1900—1936), диакон, новомученик[4]. Рукоположён 2 января 1925 года. Духовный отец — о. Алексей Мечёв. С 1925 по 1930 служил в храме Сошествия Святого Духа, что у Пречистенских ворот. В 1930 году арестован вместе с настоятелем храма, о. Илией Зотиковым, и выслан во Владимир. По возвращении в Москву вновь служил в храме, но в 1932 году вновь арестован и по приговору тройки при ПП ОГПУ осуждён на 5 лет ссылки в Казахстан. В 1933 году отправлен в Темниковские лагеря (Мордовская АССР), затем в Красновишерские лагеря (Пермская область). В 1934 году лагеря были заменены ссылкой в Семипалатинск. В 1936 году скончался от туберкулёза лёгких в городе Каркаралинске Семипалатинской обл. Похоронен там же, на городском кладбище.
- Николай
- Татьяна